# Quỹ quốc tế về phát triển nông nghiệp
Quỹ quốc tế về phát triển nông nghiệp (tiếng Anh: International Fund for Agricultural Development, viết tắt: IFAD) là tổ chức chuyên môn của Liên Hợp Quốc được thành lập vào năm 1977, có tính chất là một định chế tài chính quốc tế hoạt động vì mục tiêu xóa đói giảm nghèo ở nông thôn nước đang phát triển.
Khoảng 3/4 người nghèo trên thế giới sống tại nông thôn thuộc các quốc gia đang phát triển nhưng chỉ có 4% hỗ trợ phát triển chính thức đầu tư cho nông nghiệp. Mục đích của IFAD là trợ lực cho người nghèo tại các khu vực này gia tăng thu nhập và cải thiện mức sống.
IFAD có trụ sở chính tại Roma, Ý. Tổ chức này là thành viên của Nhóm Phát triển Liên Hợp Quốc.

## Hợp tác giảm nghèo nông thôn
IFAD hợp tác với các chính phủ để cấp vốn vay và viện trợ thông qua các chương trình và dự án để giúp người nghèo tự vươn lên thoát nghèo. Từ năm 1978 đến nay, IFAD đã đầu tư khoảng 12 tỉ đô la Mỹ và 7,5 tỉ mác Đức thông qua 860 dự án và chương trình, vươn tới 370 triệu người nghèo nông thôn. Vốn đối ứng của các chính phủ và các nguồn tài chính khác ở các quốc gia dự án là 10,8 tỉ đô la Mỹ; các nhà tài trợ đồng tài trợ thêm 8,8 tỉ đô la. Tổng cộng vốn đầu tư là 19,6 tỉ đô la.
IFAD chống đói nghèo không chỉ với tư cách bên cho vay mà còn là bên giúp đỡ người nghèo. Cơ chế đa bên tạo nền tảng mang tính toàn cầu để thảo luận các vấn đề chính sách quan trọng có ảnh hưởng đến kế sinh nhai của người nghèo nông thôn, đồng thời lôi kéo sự chú ý đối với trọng tâm phát triển nông thôn nhằm đạt được các Mục tiêu Phát triển Thiên niên kỷ.

## Thành viên

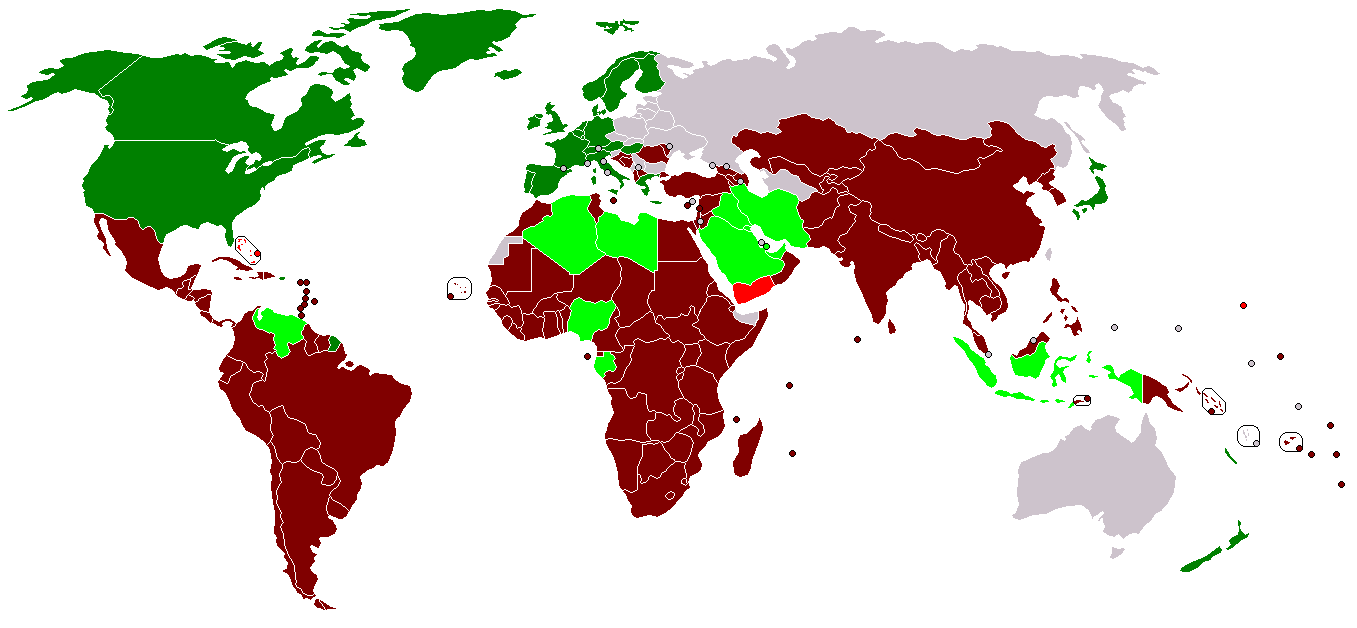
Các quốc gia thành viên của IFAD
Thành viên danh sách A (phần lớn là các nước OECD)
Thành viên danh sách B (phần lớn là các nước OPEC)
Thành viên danh sách C (các nước còn lại đã phê chuẩn Hiệp định)
Thành viên danh sách C (các nước còn lại chưa phê chuẩn Hiệp định nhưng đã được chấp thuận làm thành viên)

IFAD rộng mở với tất cả các thành viên của Liên Hợp Quốc với điều kiện quốc gia đó cần phê chuẩn hiệp định đa phương mang tên "Hiệp định thành lập Quỹ quốc tế về phát triển nông nghiệp". IFAD có cơ quan ra quyết định cao nhất gọi là Hội đồng quản trị, mỗi năm họp một lần. Ban điều hành gồm 18 thành viên chính thức và 18 thành viên dự khuyết có trách nhiệm điều hành chung các hoạt động, xét duyệt cho vay và viện trợ. Đứng đầu ban điều hành là một vị Chủ tịch có nhiệm kỳ bốn năm. Tính đến tháng 2 năm 2015, IFAD có 176 thành viên. Các thành viên Liên Hợp Quốc nhưng không là thành viên IFAD gồm có Andorra, Bahrain, Ba Lan, Belarus, Brunei, Bulgaria, Cộng hòa Séc, Latvia, Liechtenstein, Litva, Monaco, San Marino, Serbia, Singapore, Slovakia, Slovenia, Turkmenistan, Úc và Ukraina. Các quan sát viên gồm có Tòa Thánh Vatican và Liên minh châu Âu.